# Casper (États-Unis)
Pour les articles homonymes, voir Casper.
Casper est une ville américaine, siège du comté de Natrona dans l'État du Wyoming. Lors du recensement des États-Unis de 2010, sa population s'élève à 55 316 habitants, ce qui en fait la deuxième ville de l'État après Cheyenne. Casper est la seule ville du comté de Natrona.

## Histoire
Casper est le site du fort Caspar à l'époque de la piste de l'Oregon, qui traverse la ville. Bien que petite selon les standards du pays, sa grande taille dans la région en fait un centre commercial et financier important. Depuis la découverte de pétrole dans la région dans les années 1890 et la construction de la première raffinerie dans la ville en 1895, Casper devient aussi un centre de l'industrie pétrolière du Wyoming. Son développement récent confirme son rôle de centre important de l’industrie énergétique.
La ville a reçu un nombre important de visiteurs lors de l'éclipse solaire du 21 août 2017, en raison de sa position le long de la trajectoire de totalité .

## Géographie
La ville se trouve au pied de la Casper Mountain, à l'extrémité nord de la chaîne de montagnes de Laramie, le long de la rivière North Platte.

## Transports
Casper possède un aéroport international (Natrona County International Airport, code AITA : CPR).

## Personnalités liées à la ville
- Dick Cheney, vice-président des États-Unis sous le mandat de George W. Bush, y a grandi.

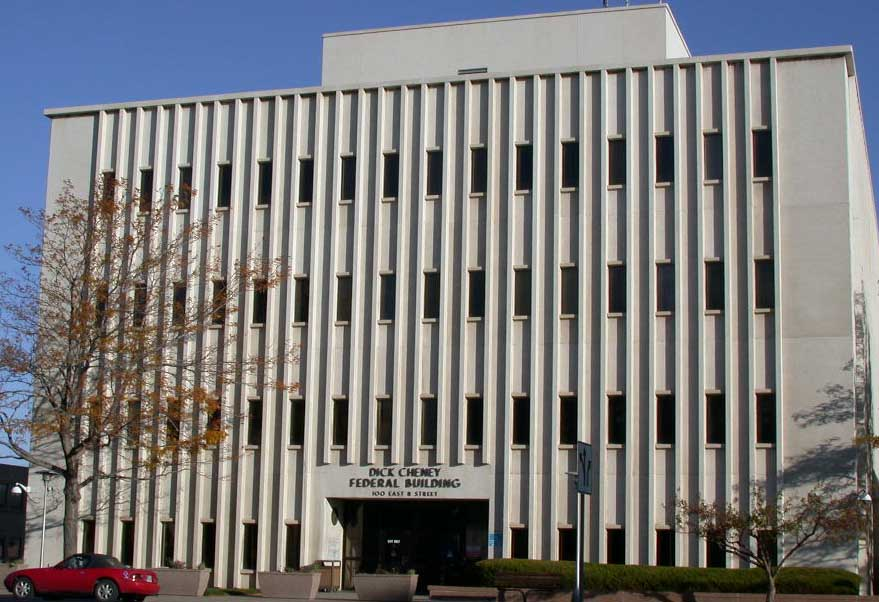
Dick Cheney Federal Building

- James Reeb (1927-1965), pasteur américain, militant des droits de l'Homme assassiné par le Ku-Klux-Klan lors d’une manifestation à Selma en Alabama, a été élevé et a fait ses études secondaires à Casper.

## Source
- (en) Cet article est partiellement ou en totalité issu de l’article de Wikipédia en anglais intitulé « Casper, Wyoming » (voir la liste des auteurs).

1. ↑  Christine Peterson, « More than a million people may have visited Wyoming for eclipse; one person came by sea plane », sur Trib.com, 9 janvier 2018
2. ↑  (en) « Population and Housing Unit Estimates » (consulté le 4 juin 2019)
3. ↑  (en) « Historical Decennial Census Population for Wyoming Counties, Cities, and Towns », Wyoming Department of State / U.S. Census Bureau (consulté le 30 juin 2008)
4. ↑  Moffatt, Riley.  Population History of Western U.S. Cities & Towns, 1850-1990.  Lanham: Scarecrow, 1996, 338.